# Монтебулђано (Мачерата)
Монтебулђано (итал. Montebulgiano) насеље је у Италији у округу Мачерата, региону Марке.
Према процени из 2011. у насељу је живело 16 становника. Насеље се налази на надморској висини од 250 м.